# مسجد حيدر
مسجد حيدر هو مسجد شهير يقع في باكو عاصمة دولة أذربيجان. يقع المسجد في منطقة بينقدي؛ ويُعد أكبر مسجد في القوقاز.

## التاريخ
يعود تاريخ بناء المسجد إلى 26 ديسمبر 2014' تبلغ
مساحته الخارجية 12.000 م² أما مساحته الداخلية فتصل إلى 4.200 م². واجهة المسجد مبنية على الطراز المعماري شيروان - أبشرون ويتوفر على 4 مآذن بارتفاع يصل إلى 95 مترا. كُتبت مجموعة من الآيات القرآنية على حواف قبة المسجد المرتفعة والتي يبلغ ارتفاعها 55 متراً في حين يبلغ ارتفاع القبة الثانية 35 متراً. عينت مؤسسة المسلمين في القوقاز إماما للمسجد على الطائفتين السنية (حافظ عباسوف) والشيعية (رفات قاراييف).

## معرض الصور

مسجد حيدر من زاوية بعيدةمسجد حيدر من زاوية بعيدة
صورة داخلية لمسجد حيدرصورة داخلية لمسجد حيدر